# Heinrich Vollrat Schumacher

Heinrich Vollrat Schumacher

Heinrich Vollrat Schumacher (Pseudonym: Heinz Suter, * 30. April 1861 in Corbach; † 28. März 1919 in Berlin) war ein deutscher Schriftsteller.

## Leben
Heinrich Vollrat Schumacher war der Sohn eines Architekten. Er absolvierte das Gymnasium im westfälischen Brilon und den Militärdienst in Arolsen. Ab 1881 war er in der Steuerverwaltung der preußischen Provinz Hessen-Nassau tätig. 1882 gab er diesen Posten auf und begann an der Friedrich-Wilhelms-Universität Berlin ein Studium der Evangelischen Theologie, Philosophie, Literatur und Musik. Schumacher war gezwungen, sich dieses Studium durch Tätigkeiten als Hauslehrer zu finanzieren. Daneben unternahm er in den nächsten Jahren ausgedehnte Reisen durch Deutschland, nach Frankreich, Spanien und Nordafrika. Nach seiner Rückkehr übernahm er erneut Hauslehrerstellen. 1892 ließ er sich als freier Schriftsteller in Niederschönhausen bei Berlin nieder; später lebte er in Groß-Lichterfelde.
Heinrich Vollrat Schumacher war Verfasser von Romanen, Erzählungen und Theaterstücken. Große Verkaufserfolge waren bis in die 1920er Jahre seine beiden historischen Romane Liebe und Leben der Lady Hamilton und Lord Nelsons letzte Liebe; ersterer wurde 1921 unter der Regie von Richard Oswald verfilmt.

## Werke
- Vogelfrei!, Brilon 1891
- Berenice, Leipzig 1893
- Das Hungerloos, Berlin 1896
- Der Herr im Hause, Charlottenburg
  - 1 (1897)
  - 2 (1897)
- Der Ruhm, Berlin 1897
- Die von Lennep, Berlin [u. a.] 1898
- Sommerregen, Leipzig 1901
- Pflug und Schwert, Berlin [u. a.] 
  - 1 (1902)
  - 2 (1902)
- Villa „Eigenheim“, Berlin [u. a.]
  - 1 (1907)
  - 2 (1907)
- Liebe und Leben der Lady Hamilton, Berlin 1910
- Lord Nelsons letzte Liebe, Berlin 1911
- Die Panne und andere Humoresken, Berlin [u. a.] 1911
- Das Ehetandem und anderes Heiteres, Berlin [u. a.] 1912
- Kaiserin Eugenie, Berlin 1913
- Schwert Siegfrieds wider Albions Gold!, Berlin [u. a.] 1915
- Napoleon III., Berlin 1916
- Nitokris, die Priesterin der Istar, Berlin 1923

## Herausgeberschaft
- Edward Bulwer Lytton: Die letzten Tage von Pompeji, Berlin 1899.